# 白姑大山
白姑大山（はっくたいさん）は、台湾の台中市和平区と南投県仁愛郷の境界に位置する標高3,341mの山。別名は白狗大山。

## 概要
- 雪山山脈の白姑山群の最高峰で、台湾百岳では45位だった。山頂には一等三角点が設置されている。
- 南部は北港渓の源流があり、タイヤル族の「Xault（深い山に住む人々を意味する）」の居住地である。集落の人々は「Hakul」と自称しており、日本統治時代には「ハック」と日本語で書かれ、漢字では「白姑」「八姑」「白狗」と表記された[1]。